# Luaha Laraga
Luaha Laraga is een bestuurslaag in het regentschap Gunungsitoli van de provincie Noord-Sumatra, Indonesië. Luaha Laraga telt 900 inwoners (volkstelling 2010).